# Oreonax flavicauda
Oreonax flavicauda é uma espécie de primata do Novo Mundo, endémico do Peru. É uma espécie rara cuja área de distribuição se resume ao Andes peruanos. Tem menos de 250 indivíduos em estado selvagem. Pertence à família Atelidae. Era anteriormente classificado no género Lagothrix.